# Osservatorio astronomico nazionale del Giappone
L'Osservatorio astronomico nazionale del Giappone (in giapponese 国立天文台?, Kokuritsu Tenmondai; in inglese National Astronomic Observatory of Japan, da cui l'acronimo NAOJ) è una organizzazione di ricerca astronomica che comprende diversi impianti in Giappone e un osservatorio alle Hawaii. Fondata nel 1988, ha accorpato tre organizzazioni di ricerca: l'osservatorio astronomico di Tokyo della omonima università, l'International Latitude Observatory di Mizusawa, e una parte dell'Istituto di ricerche atmosferiche dell'Università di Nagoya.
Nel 2004, in seguito alla riforma delle organizzazioni nazionali di ricerca, il NAOJ divenne una divisione dell'Istituto nazionale di scienze naturali.
Presso l'osservatorio, a giugno 2018 è stato installato il supercomputer più potente al mondo per elaborazioni astronomiche a quella data. Il sistema, un Cray XC50 a tre petaflop, è dotato di 40200 processori e consentirà di calcolare, tra gli usi a cui è dedicato,  le forze gravitazionali interagenti tra le stelle della Via Lattea con una risoluzione ben maggiore del precedente sistema.

## Impianti
- Campus di Mitaka
- Radio osservatorio Nobeyama (a Minamimaki)
  - 45 m Millimeter Radio Telescope, Nobeyama Millimeter Array, Nobeyama Radio Heliograph
- Osservatorio Mizusawa VERA (a Ōshū)
  - Radiotelescopio 20 m, radiotelescopio 10 m in configurazione VLBI
- Atacama Submillimeter Telescope Experiment, situato in Cile
  - Radiotelescopio da 10 metri
- Osservatorio astronomico di Okayama (a Asakuchi)
  - Telescopio 188 cm, telescopio 91 cm, telescopio solare 65 cm
- Osservatorio Hawaii (Hawaii)
  - Telescopio Subaru
- Osservatorio solare Norikura, smantellato nel 2010 e riutilizzato per effettuare ricerche anche in ambito non astrofisico sotto la direzione dell'Istituto nazionale di scienze naturali

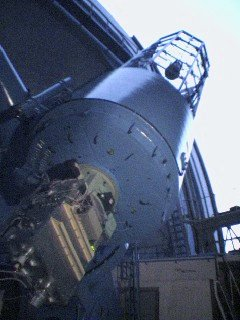
Telescopio da 1,88 m
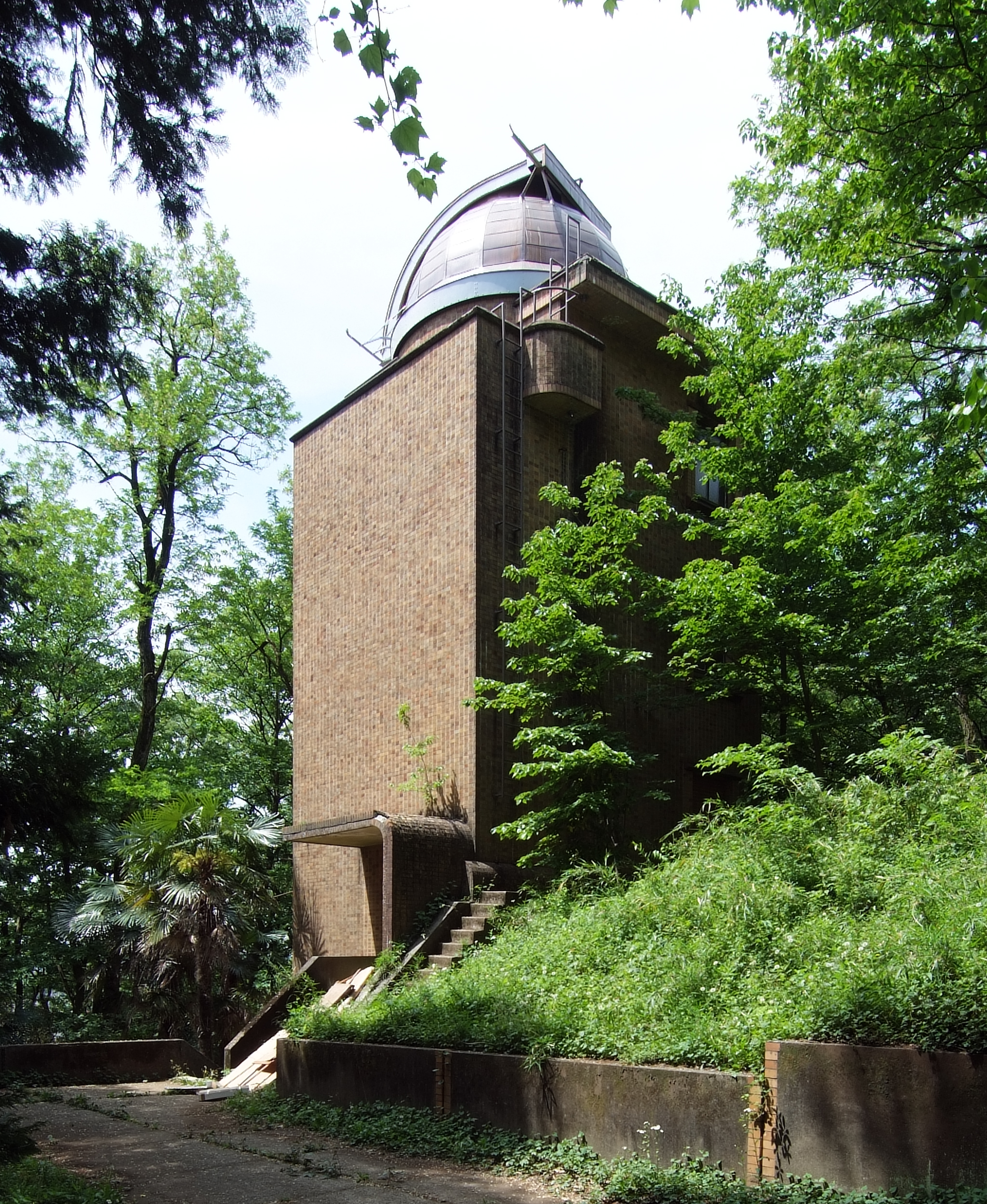
Telescopio solare da 65 cm
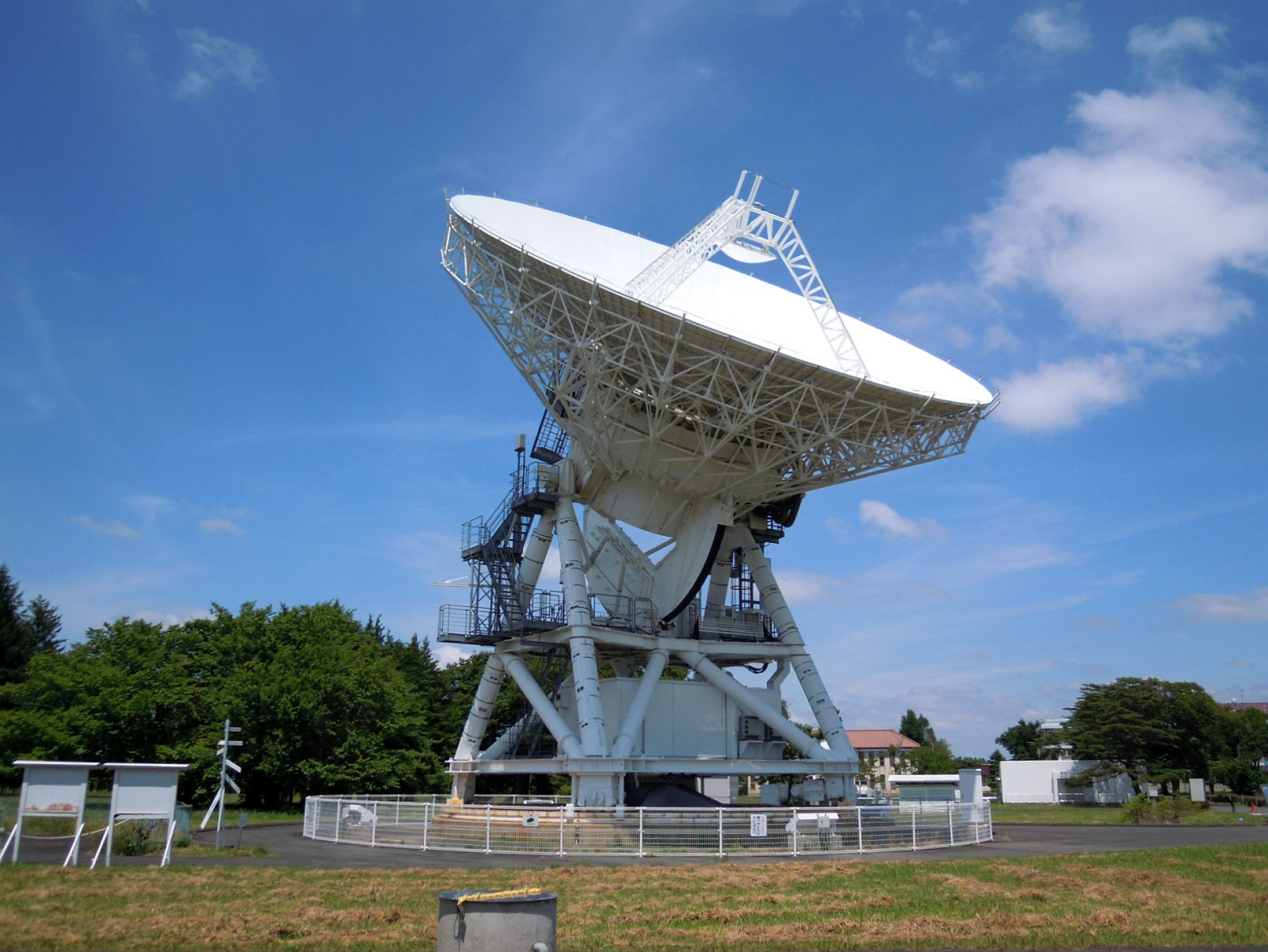
Radiotelescopio VERA da 20 m

## Risultati e ricerche scientifiche
- A novembre 2016 è stata effettuata l'osservazione da terra di un transito del primo sistema planetario multiplo rilevato dalla missione K2 del telescopio Kepler[2]
- A seguito di osservazioni effettuate con ALMA, utilizzando il radiotelescopio Nobeyama da 45 metri un gruppo di ricercatori giapponesi guidati da Tomoharu Oka, ha ipotizzato[3] l'esistenza di un buco nero intermedio presso il centro della Via Lattea. L'oggetto, classificato con il nome della nube molecolare che lo ospita (CO-0.40-0.22) avrebbe una massa di circa 100.000 masse solari.[4]